# Wood-Lampe

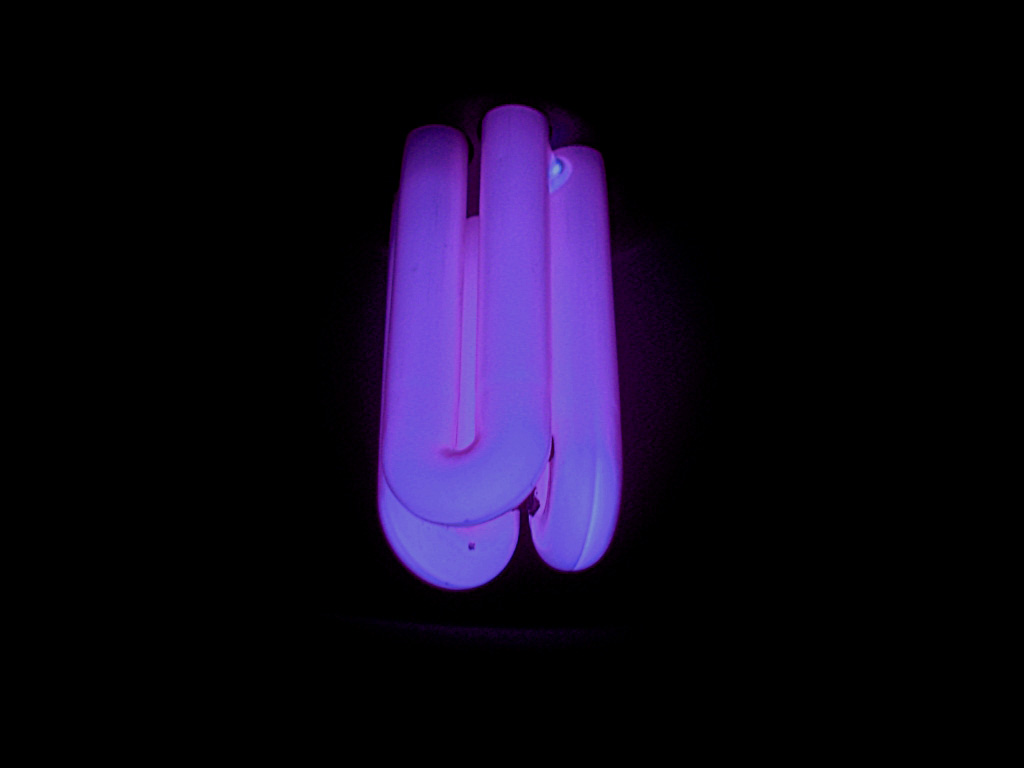
Wood-Lampe

Die Wood-Lampe, auch als Schwarzlichtlampe bezeichnet, ist eine spezielle Leuchtstofflampe, die in erster Linie kurzwellige Ultraviolettstrahlung (Schwarzlicht/ UV-A) und nur in geringem Maße sichtbares Licht im blauvioletten Bereich des Farbspektrums abgibt. Die Wood-Lampe wurde nach dem US-amerikanischen Physiker Robert Williams Wood benannt, der sie 1903 entwickelte. Sie dient im medizinischen Bereich der Dermatologie der Früherkennung verschiedener Hauterkrankungen. In der Rechtsmedizin kann sie beispielsweise zum Nachweis von Blut und Sperma eingesetzt werden.

## Einsatzbereiche

### Dermatologie
Mit dem Einsatz der Wood-Lampe in der Dermatologie lassen sich fluoreszierende Krankheitsherde und Pigmentveränderungen auf der Haut begutachten. Bei bestimmten Dermatophyten kommt es im abgedunkelten Raum zu einer gelbgrünen Fluoreszenz, die durch Tryptophan-Metabolite dieser Pilze verursacht wird. Diese Untersuchungsmethode wurde 1925 von Margarot und Deveze in die mykologische Diagnostik eingeführt. Auch bakterielle Erreger wie Pseudomonaden und Propionibacterium acnes führen zu einer Fluoreszenz. Corynebacterium minutissimum führt zu korallenrotem Leuchten.

### Neuropädiatrie
Die Wood-Lampe ermöglicht bzw. verbessert die Früherkennung von richtungsweisenden Pigmentveränderungen bei neurokutanen Syndromen wie beispielsweise den white spots (weißen Flecken) bei Tuberöser Sklerose (Tuberöse-Sklerose-Komplex).

### Rechtsmedizin & Kriminalistik
In der Forensik können unter dem Licht der Wood-Lampe, insbesondere bei gleichzeitigem Einsatz von Luminol, durch die Fluoreszenz von Blut und Sperma derartige Spuren sichtbar gemacht werden. Allerdings hat diese Nachweismethode auf Grund von einigen deutlichen Beschränkungen und Mängeln nur eine eingeschränkte Zuverlässigkeit.